# Stazione di Isola Liri
Stazione di Isola Liri vasútállomás Olaszországban, Isola del Liri településen.

## Vasútvonalak
Az állomást az alábbi vasútvonalak érintik:
- Avezzano–Roccasecca-vasútvonal

## Kapcsolódó állomások
A vasútállomáshoz az alábbi állomások vannak a legközelebb:
- Stazione di Sora
- Stazione di Arpino